# The Newlyweds' Mix-Up
The Newlyweds' Mix-Up è un cortometraggio muto del 1916 diretto e interpretato da Eddie Lyons.

## Produzione
Il film fu prodotto dalla Nestor Film Company.

## Distribuzione
Distribuito dall'Universal Film Manufacturing Company, il film - un cortometraggio di una bobina - uscì nelle sale cinematografiche USA il 28 aprile 1918.